# کیتلین کارور
کیتلین کارور (به انگلیسی: Caitlin Carver) یک بازیگر و رقاص اهل ایالات متحده آمریکا است که بیشتر برای ایفای نقش  هیلی هینز در سریال پرورشگاهی‌ها شهرت دارد.
که در این سریال بازی بسیار درخشانی از خود به نمایش گذاشت.

## گذری بر زندگی
- او در دبیرستان اسپارکمن هاروست ، آلاباما تحصیل کرد و از آنجا فارغ التحصیل شد.
- او از سن دو سالگی ، شروع به رقص کرد تا زمانی که نهایتاً در دبیرستان به حرفه تئاتر رو آورد.
- وی در موزیک ویدئو های افرادی مانند بیانسه ، پیت‌بول و نی-یو نیز اجرا داشته است.

## فیلم ها

### فیلم
- شهرهای کاغذی در نقش بکا آرینگتون
- من تونیا هستم در نقش نانسی کریگان
- قوانین صدق نمی‌کنند در نقش مارلا لوکالیک

### سریال
- نشویل در نقش رقاص جولیت (اپیزود های: "I Can't Help It" و"I've Been Down That Road Before")
- گلی در نقش عضو گروه آواز آدرنالین (اپیزود: "Love, Love, Love")
- پارک‌ها و تفریحات (اپیزودهای: "Fluoride" و "Farmers Market")
- پرورشگاهی‌ها در نقش هیلی هینز (نقش دوره ای)
- قهرمان‌ها: تولد دوباره در نقش اریکا کراوید جوان (اپیزود: "Company Woman")
- ان‌سی‌آی‌اس در نقش مگان پورتر (اپیزود: "React")